# 抹除碼
在電腦科學中，抹除碼（英語：Erasure code）將一個訊息由n個區塊變成一個訊息超過n個區塊，原本的訊息可以由新的訊息的區塊子集合所重建。
抹除碼可以使用在衛星通訊、可信賴多媒體廣播系統、可信賴儲存系統。